# Thomas Simpson

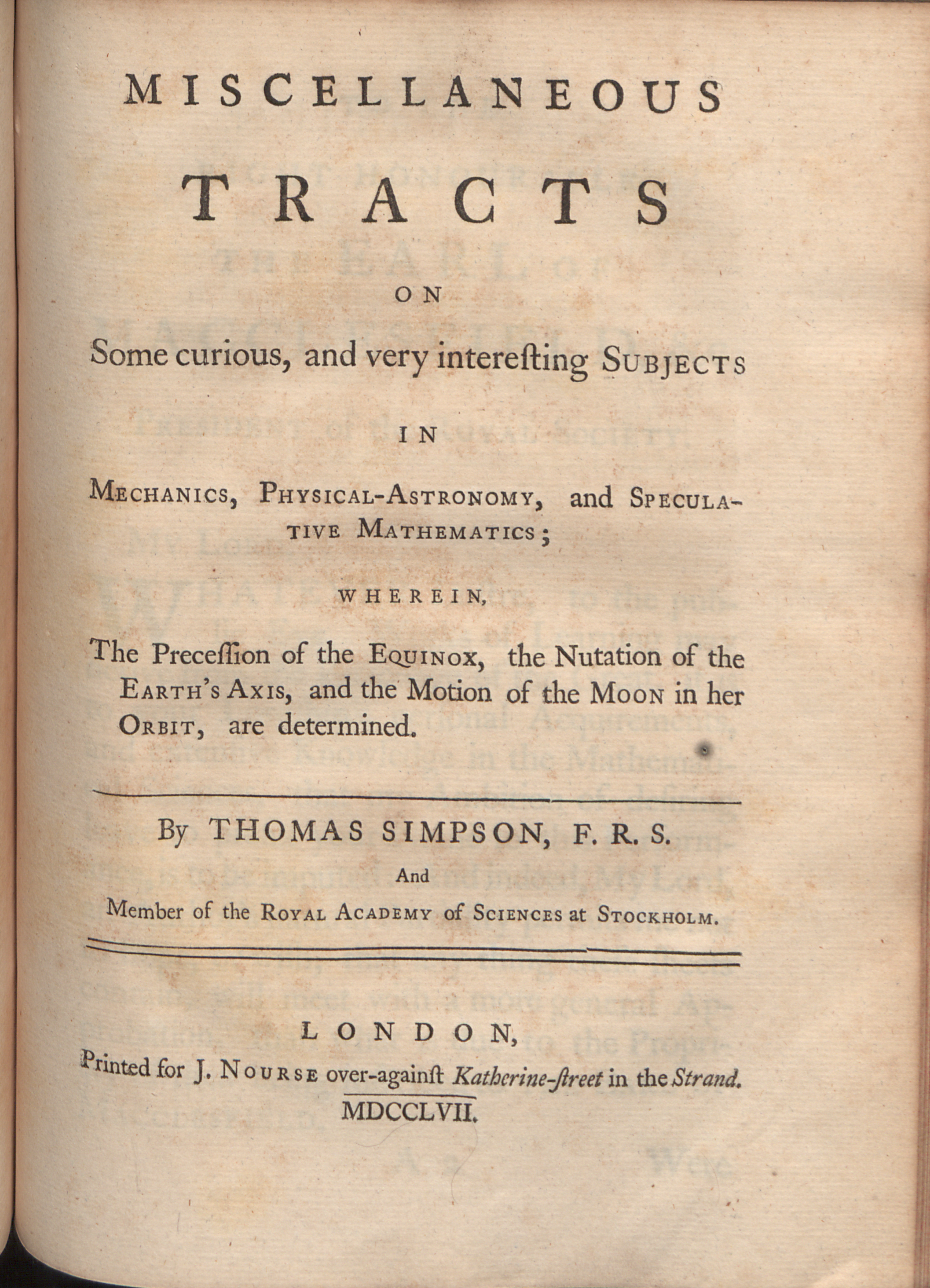
Miscellaneous tracts, 1768

Thomas Simpson (ur. 20 sierpnia 1710, zm. 14 maja 1761) – matematyk angielski.
Profesor Królewskiej Akademii Wojskowej w Woolwich (od 1743), członek Royal Society (od 1746). Autor prac z zakresu trygonometrii, analizy matematycznej i rachunku prawdopodobieństwa. Opracował (1743) metodę przybliżonego, numerycznego obliczania całek oznaczonych (tzw. metodą Simpsona).